# Kamčatka (fiume)
La Kamčatka è un fiume della Russia estremo orientale (Territorio della Kamčatka), tributario dell'oceano Pacifico.

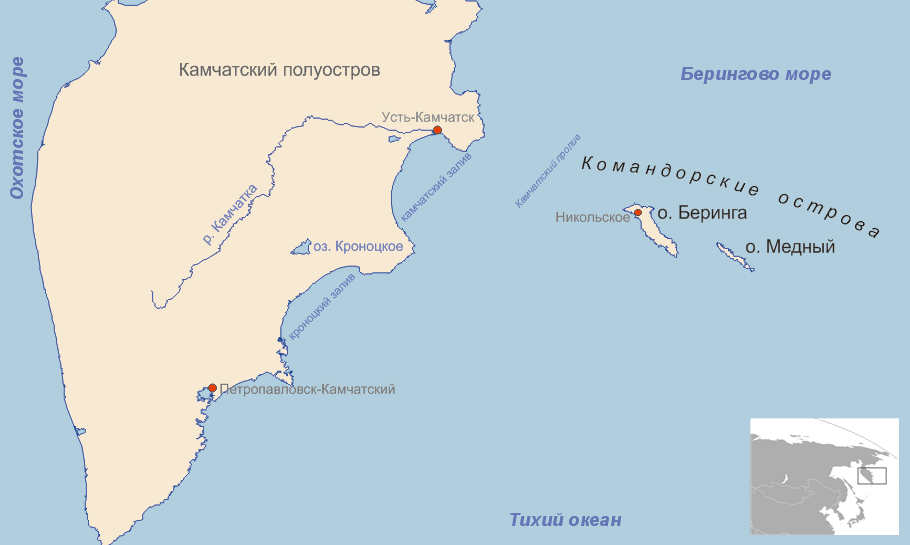

## Percorso
Nasce dalla Catena Centrale, sorta di "colonna vertebrale" della penisola di Kamčatka della quale rappresenta il maggior corso d'acqua; scorre per 758 chilometri, con direzione dapprima nordorientale, successivamente più decisamente orientale,  attraverso il bassopiano centrale della penisola fino a sfociare nell'Oceano Pacifico, nei pressi del porto di Ust'-Kamčatsk, che è anche l'unica città degna di nota toccata nel suo corso.
I maggiori affluenti della Kamčatka sono Elovka, Kozyrevka e Andrianovka dalla sinistra idrografica, Kabyča, Kitil'gina, Vachvina Levaja dalla destra.
Il fiume è ricco di salmoni, pescati in abbondanza dalle popolazioni locali (itelmeni); è navigabile per 486 km a monte della foce, anche se è interessato da periodi di gelo piuttosto lunghi che vanno mediamente da novembre ad aprile-maggio.